# René Blattmann
René Blattmann Bauer (La Paz, 28 januari 1948) is een Boliviaans rechtsgeleerde, politicus en rechter. Hij was van 1973 tot 1980 hoogleraar aan de Hoge Universiteit van San Andrés en van 1990 tot 1994 aan de Katholieke Boliviaanse Universiteit San Pablo. Van 1994 tot 1997 was hij Minister van Justitie en Mensenrechten. In de periode van 2003 tot 2012 was hij rechter van het Internationale Strafhof, waaraan hij van 2006 tot 2009 ook als vicepresident verbonden was. Sinds 2013 is Blattmann hoogleraar aan de Humboldtuniversiteit in Berlijn.

## Levensloop
Blattmann behaalde zijn abitur aan de Duitse school in La Paz en studeerde van 1966 tot 1972 rechten aan de Universiteit van Bazel. Na een studie vergelijkende rechtswetenschappen in Straatsburg en Pescara opende hij in 1975 een advocatenkantoor in zijn geboorteland. Ondertussen slaagde hij in 1980 voor een studie Amerikaans recht en internationaal recht. Daarnaast was hij van 1973 tot 1980 hoogleraar strafrecht en vergelijkende rechtswetenschappen aan de Hoge Universiteit van San Andrés en van 1990 tot 1994 op het gebied van strafrecht aan de Katholieke Boliviaanse Universiteit San Pablo.
Van 1994 tot 1997 was hij Minister van Justitie en Mensenrechten in de regering van president Gonzalo Sánchez de Lozada. In deze functie bracht hij fundamentele hervormingen op gang in het rechtssysteem, in het bijzonder in de systematisering en modernisering van het strafrecht en de versterking van de bescherming van de mensenrechten en burgerrechten. Hervormingen uit zijn pen zijn bijvoorbeeld de afschaffing van gevangenissen voor schuldenaars, beperkingen van vrijheidsstraffen voor minderjarigen en ouderen, het verminderen van het aantal gevangenen in voorarrest door het instellen van een mogelijkheid van borgtocht en de invoering van wettelijke garanties tegen onevenredige vertragingen tijdens strafzaken.
In 2003 trad Blattmann aan als een van de eerste achttien rechters van het Internationale Strafhof in Den Haag. Hij is verbonden aan de strafkamer en zijn eerste zaak liep tegen Thomas Lubanga die wordt verdacht van het ronselen van kindsoldaten. In de periode van 2006 tot 2009 was hij ook een van de tweede vicepresidenten van het Strafhof. Zijn ambtstermijn liep af in 2012. Sinds 2013 is Blattmann hoogleraar aan de Humboldtuniversiteit in Berlijn.
Blattmann ontving meerdere onderscheidingen uit binnen- en buitenland en werd in 2005 met een Groot Kruis van Verdienste opgenomen in de Orde van Verdienste van de Bondsrepubliek Duitsland. Hij werd verder onderscheiden met eredoctoraten van de Universiteit van Bazel (1998) en de Humboldtuniversiteit in Berlijn (2010).